# Taco van den Honert (hockeyer)
Taco Hajo van den Honert (Leiden, 14 februari 1966) is een Nederlandse hockeyer. Hij nam driemaal deel aan de Olympische Spelen en won hierbij in totaal twee medailles. Hij speelde 215 interlands, waarin de spits en strafcornerspecialist in totaal 118 keer scoorde.
Van den Honert debuteerde op vrijdag 19 juni 1987 (Nederland-Spanje 1-0) voor de Nederlandse hockeyploeg. Zijn laatste wedstrijd voor het Nederlands elftal speelde Van den Honert op vrijdag 2 augustus 1996 in Atlanta: de met 3-1 gewonnen olympische finale tegen Spanje. Net als zijn vriend en destijds vaste kamergenoot Floris Jan Bovelander nam hij afscheid van het internationale tophockey met de olympische titel. Zes jaar eerder won Van den Honert in Lahore met Nederland de wereldtitel, na als 'broekie' al de Europese titel te hebben gewonnen.
Van den Honert maakte vooral faam met zijn fabelachtige techniek. Collega-international Tom van 't Hek noemde hem ooit ‘de Stradivarius van het hockey’. Vooral in Aziatische landen oogstte de balvaardige aanvaller veel bewondering, vertelde zijn opleider en voormalig assistent-bondscoach Bert Bunnik in 1997 in NRC Handelsblad: ‘Als de trukendoos openging, gingen de handen op elkaar. Helemaal gek werden ze. Soms deed hij het er ook om. Dan vergat hij alle tactische opdrachten en hups, dan volgde er weer een foefje.’
Zijn grootste bijdrage aan het internationale hockey leverde Van den Honert in 1992, toen hij spelenderwijs de sleeppush-strafcorner ontdekte. Dat was op het moment dat, op last van de internationale hockeyfederatie FIH, bij een korte(straf) corner de bal niet meer hoger mocht worden ingeschoten dan de doelplank. Van den Honert ontwikkelde een techniek, waarbij hij de bal in één vloeiende beweging op doel pushte (de sleeppush). Het bleek een uiterst effectieve oplossing, die niet veel later dan ook wereldwijd navolging kreeg.
Van den Honert groeide op in 't Gooi, begon zijn hockeycarrière bij Laren en speelde dertien jaar in de Nederlandse hoofdklasse, waarvan het grootste deel bij Amsterdam. Met die club won hij onder meer drie landstitels. Taak zwaaide af in het voorjaar van 1997, en speelt sindsdien in het tweede van Amsterdam.
Van den Honert verdient zijn brood als zelfstandig computerprogrammeur, woont in Amsterdam.

## Internationale erelijst
| JAAR | TOERNOOI               | PLAATS                    | RESULTAAT     |
| ---- | ---------------------- | ------------------------- | ------------- |
| 1987 | Champions Trophy       | Amstelveen, Nederland     | Zilver        |
| 1987 | Europees kampioenschap | Moskou, Sovjet-Unie       | Goud          |
| 1988 | Olympische Spelen      | Seoel, Zuid-Korea         | Brons         |
| 1989 | Champions Trophy       | Berlijn, Duitsland        | Zilver        |
| 1990 | Wereldkampioenschap    | Lahore, Pakistan          | Goud          |
| 1991 | Europees kampioenschap | Parijs, Frankrijk         | Zilver        |
| 1992 | Champions Trophy       | Karachi, Pakistan         | Vierde plaats |
| 1992 | Olympische Spelen      | Barcelona, Spanje         | Vierde plaats |
| 1993 | Champions Trophy       | Kuala Lumpur, Maleisië    | Brons         |
| 1994 | Champions Trophy       | Lahore, Pakistan          | Brons         |
| 1994 | Wereldkampioenschap    | Sydney, Australië         | Zilver        |
| 1995 | Europees kampioenschap | Dublin, Ierland           | Zilver        |
| 1995 | Champions Trophy       | Berlijn, Duitsland        | Vierde plaats |
| 1996 | Olympische Spelen      | Atlanta, Verenigde Staten | Goud          |

Marc Benninga · 
Floris Jan Bovelander · 
Jacques Brinkman · 
Maurits Crucq · 
Marc Delissen · 
Cees Jan Diepeveen · 
Patrick Faber · 
Taco van den Honert · 
Ronald Jansen · 
René Klaassen · 
Hendrik Jan Kooijman · 
Jan Hidde Kruize · 
Frank Leistra · 
Erik Parlevliet · 
Gert Jan Schlatmann · 
Tim Steens ·
Coach: Hans Jorritsma
Floris Jan Bovelander · 
Jacques Brinkman · 
Marc Delissen · 
Cees Jan Diepeveen · 
Pieter van Ede · 
Maarten van Grimbergen · 
Taco van den Honert · 
Leo Klein Gebbink · 
Hendrik Jan Kooijman · 
Harrie Kwinten · 
Frank Leistra · 
Bart Looije · 
Wouter van Pelt · 
Bastiaan Poortenaar · 
Stephan Veen · 
Gijs Weterings ·
Coach: Hans Jorritsma
Floris Jan Bovelander · 
Jacques Brinkman · 
Maurits Crucq · 
Marc Delissen · 
Jeroen Delmee · 
Taco van den Honert · 
Ronald Jansen · 
Erik Jazet · 
Leo Klein Gebbink · 
Bram Lomans · 
Tycho van Meer · 
Teun de Nooijer · 
Wouter van Pelt · 
Stephan Veen · 
Guus Vogels · 
Remco van Wijk ·
Coach: Roelant Oltmans